# Scaptodrosophila meijerei
Scaptodrosophila meijerei är en tvåvingeart som först beskrevs av Wheeler 1959.  Scaptodrosophila meijerei ingår i släktet Scaptodrosophila och familjen daggflugor. Inga underarter finns listade i Catalogue of Life.